# Paris interdit
Pour plus de détails, voir Fiche technique et Distribution.
Paris interdit  est un film belge réalisé par Jean-Louis van Belle sorti en 1969,.

## Synopsis
Le film est un mondo, qui raconte le Paris insolite de 1969. Loufoque et dérangeant le film met en scène 15 personnes authentiques qui, chacun de leur côté, mènent une activité singulière.

## Fiche technique
- Titre : Paris interdit
- autre titre : Forbidden Paris
- Réalisation : Jean-Louis van Belle
- Scénario : Jean-Louis van Belle
- Production : Charles Van der Haeghen, Marcel Jauniaux, Cinévision Productions Jauniaux 1969
- Musique originale : Gill Dayvis
- Image : Jacques Grevin
- Montage : Bertrand van Buytens, Laurent Quaglio et Françoise Anjubault
- Lieu de tournage : Paris -Ile-de-France
- Pays d'origine :  Belgique
- Langue : français
- Durée : 80 minutes
- Date de sortie :
  - 1969
  -  France: visa d'exploitation refusé en 1970[4]

## Distribution
- Charles Buhr
- le fakir Ben-Ghou-Bey : lui-même
- Jean-Noël Delamarre : Un adorateur d'Hitler sur les Champs-Elysées[5]
- Jacques Lacourie
- Maëlle Pertuzzo : La modèle du photographe
- Nathalie Perrey : Une élève du cours de danse
- Dominique Erlanger
- Albert Simono
- Jean-Louis Van Belle
- Peter Maxwell
- Robert France
- Maurice Martel
- Jean Henry
- Pierre Ponzone
- Gill Dayvis
- Pierre Casa
- Gene Fenn
- marquis de Segonzac
- René Bachelet
- André Soriano[6]